# Lliga ugandesa de futbol
La lliga ugandesa de futbol (Ugandan Super League) és la màxima competició futbolística d'Uganda. És organitzada per la Federation of Uganda Football Associations. Fou creada el 1968.

## Equips participants el 2018/19
- Bright Stars FC
- Bul FC
- Express FC
- Kampala Capital City Authority FC
- Kirinya-Jinja SSS
- Maroons FC
- Mbarara City FC
- Ndejje University FC
- Nyamityobora FC
- Onduparaka FC
- Paidha Black Angels FC
- Police FC
- SC Villa
- Soana FC
- Uganda Revenue Authority SC
- Vipers SC

## Historial
Font:
Lliga de Kampala i Districte
- 1949: United Budonians
- 1953: Police FC
- 1959: Nsambya
- 1960: Makerere College Kampala
- 1961: no es disputà
- 1962: Bitumastic Kampala
- 1963: Bitumastic Kampala
- 1964: Express FC

Lliga d'Uganda
- 1966: Express FC [a]
- 1967: Bitumastic Kampala [a]
- 1968:  Prisons FC (1)
- 1969:  Prisons FC (2)
- 1970:  Coffee United SC (1)
- 1971:  Simba FC (Army) (1)
- 1972: anul·lat [b]
- 1973: anul·lat [b]
- 1974:  Express FC (1)
- 1975:  Express FC (2)
- 1976:  Kampala City Council (1)
- 1977:  Kampala City Council (2)
- 1978:  Simba FC (2)
- 1979:  Uganda Commercial Bank (1)
- 1980:  Nile Breweries FC (1)
- 1981:  Kampala City Council (3)
- 1982:  Nakivubo Villa SC (1)
- 1983:  Kampala City Council (4)
- 1984:  Nakivubo Villa SC (2)
- 1985:  Kampala City Council (5)
- 1986:  Nakivubo Villa SC (3)
- 1987:  Nakivubo Villa SC (4)
- 1988:  Nakivubo Villa SC (5)
- 1989:  Nakivubo Villa SC (6)
- 1990:  Nakivubo Villa SC (7)
- 1991:  Kampala City Council (6) [c]
- 1992:  Nakivubo Villa SC (8)
- 1993:  Express FC (3)
- 1994:  Nakivubo Villa SC (9)
- 1995:  Express Red Eagles (4)
- 1996:  Express Red Eagles (5)
- 1997:  Kampala City Council (7)
- 1998:  Villa SC (10)
- 1999:  Villa SC (11)
- 2000:  Villa SC (12)
- 2001:  Villa SC (13)
- 2002:  Villa SC (14)
- 2003:  Villa SC (15)
- 2004:  Villa SC (16)
- 2005:  Police FC (1)
- 2006:  URA SC (1)
- 2007:  URA SC (2)
- 2008:  Kampala City Council (8)
- 2009:  URA SC (3)
- 2010:  Bunamwaya SC (1)
- 2011:  URA SC (4)
- 2012:  Express FC (6)
- 2013:  KCCA FC (9) [d]
- 2014:  KCCA FC (10)
- 2015:  Vipers SC (2)
- 2016:  KCCA FC (11)
- 2017:  KCCA FC (12)
- 2018:  Vipers SC (3)
- 2019:  KCCA FC (13)
- 2020:  Vipers SC (4) [e]
- 2021:  Express FC (7)[2]
- 2022:  Vipers SC (5)[3]
- 2023:  Vipers SC (6)